# Roeselia placens
Roeselia placens är en fjärilsart som beskrevs av William Schaus 1911. Roeselia placens ingår i släktet Roeselia och familjen trågspinnare. Inga underarter finns listade.